# 원광대학교산본병원
원광대학교 산본병원(圓光大學校山本病院)은 경기도 군포시 산본동에 위치한 대한민국의 의료기관이다.

## 개요
원광대학교 대학부설 종합병원이다. 허가병상 300병상, 중환자실, 수술실, 회복실, 인공신장실, 건강검진센터, 응급의료센터를 운영하고 있다.

## 역사
1997년 8월 개원하였다. 